# Kai Leuner
Kai Leuner (* 1974) ist ein deutscher Autor und Jurist.

## Leben
Kai Leuner studierte Jura in Dresden und arbeitete als Sportjournalist für mehrere Tageszeitungen und ein Magazin. Im Oktober 2008 veröffentlichte er seinen ersten Dresden-Thriller Schüsse auf die Staatsanwältin im auf Regionalkrimis spezialisierten Prolibris Verlag aus Kassel. Später folgten die Thriller Kardinalfehler (2009) und Jagd auf den Anwalt (2010). Mit Der Pakt erschien im Juli 2012 – wiederum im Prolibris Verlag – Leuners erster Rügen-Thriller, in dem die aus Schüsse auf die Staatsanwältin bekannte Ermittlerin Manja Koeberlin ihren zweiten Auftritt hat.

## Werke
- Schüsse auf die Staatsanwältin. Prolibris Verlag, Kassel 2008, ISBN 978-3935263597.
- Kardinalfehler. Prolibris Verlag, Kassel 2009, ISBN 978-3935263696.
- Jagd auf den Anwalt. Prolibris Verlag, Kassel 2010, ISBN 978-3935263771.
- Der Pakt. Prolibris Verlag, Kassel 2012, ISBN 978-3935263962.